# Cosme Ferreira
Cosme Alves Ferreira Filho (Fortaleza, 18 de novembro de 1893 — Rio de Janeiro, 1 de outubro de 1976) foi um tradutor, despachante, jornalista, comerciante e político brasileiro. Radicado em Manaus, foi um dos fundadores da Associação Comercial do Amazonas e exerceu o mandato de deputado federal pelo Amazonas entre 1946 e 1955.